# Коченьга (река)
Коченьга — река в России, протекает по Вологодской области, в Тарногском и Тотемском районах. Устье реки находится в 219 км по левому берегу реки Сухона. Длина реки составляет 42 км.
Исток Коченьги в Тарногском районе, примерно в 15 км к юго-западу от Тарногского Городка. Коченьга течёт по лесным, частично заболоченным массивам в ненаселённой местности. За устьем притока Томбаш река начинает течь по территории Тотемского района. Генеральное направление течения — юг. Единственный населённый пункт стоит в месте впадения Коченьги в Сухону — это деревня Коченьга (Муниципальное образование «Медведевское»).

## Притоки
- Пяртос (лв)
- 9 км: Лочваж (лв)
- 18 км: Тонбаш (лв)

## Данные водного реестра
По данным государственного водного реестра России относится к Двинско-Печорскому бассейновому округу, водохозяйственный участок реки — Северная Двина от начала реки до впадения реки Вычегда, без рек Юг и Сухона (от истока до Кубенского гидроузла), речной подбассейн реки — Сухона. Речной бассейн реки — 
Северная Двина.
Код объекта в государственном водном реестре — 03020100312103000008831.